# Тромбоне (Перуђа)
Тромбоне је насеље у Италији у округу Перуђа, региону Умбрија.
Према процени из 2011. у насељу је живело 14 становника. Насеље се налази на надморској висини од 576 м.